# Десото (Техас)
Десото (англ. DeSoto) — місто (англ. city) в США, в окрузі Даллас штату Техас. Населення — 56 145 осіб (2020).

## Географія
Десото розташоване за координатами 32°35′58″ пн. ш. 96°51′47″ зх. д. / 32.59944° пн. ш. 96.86306° зх. д. (32.599349, -96.862941).  За даними Бюро перепису населення США в 2010 році місто мало площу 56,09 км², з яких 55,99 км² — суходіл та 0,10 км² — водойми.

## Демографія
Згідно з переписом 2010 року, у місті мешкало 49 047 осіб у 18 210 домогосподарствах у складі 12 979 родин. Густота населення становила 874 особи/км².  Було 19488 помешкань (347/км²).
Расовий склад населення:
| - 68,6 % — чорних або афроамериканців - 23,2 % — білих - 0,9 % — азіатів - 0,4 % — корінних американців - 5,0 % — осіб інших рас |

До двох чи більше рас належало 1,9 %. Частка іспаномовних становила 12,1 % від усіх жителів.
За віковим діапазоном населення розподілялося таким чином: 26,9 % — особи молодші 18 років, 62,3 % — особи у віці 18—64 років, 10,8 % — особи у віці 65 років та старші. Медіана віку мешканця становила 37,8 року. На 100 осіб жіночої статі у місті припадало 84,6 чоловіків;  на 100 жінок у віці від 18 років та старших — 78,0 чоловіків також старших 18 років.
Середній дохід на одне домашнє господарство  становив 74 782 долари США (медіана — 59 260), а середній дохід на одну сім'ю — 86 024 долари (медіана — 75 415). Медіана доходів становила 47 902 долари для чоловіків та 43 724 долари для жінок. За межею бідності перебувало 11,3 % осіб, у тому числі 15,3 % дітей у віці до 18 років та 11,3 % осіб у віці 65 років та старших.
Цивільне працевлаштоване населення становило 25 398 осіб. Основні галузі зайнятості: освіта, охорона здоров'я та соціальна допомога — 26,2 %, науковці, спеціалісти, менеджери — 11,3 %, роздрібна торгівля — 10,0 %, фінанси, страхування та нерухомість — 9,5 %.